# باشگاه ورزشی الخالدیه
باشگاه ورزشی الخالدیه (به عربی: نادی الخالدیه) یک باشگاه ورزشی در شهر مدینه حمد و در کشور بحرین می‌باشد که تیم فوتبال آن در لیگ برتر فوتبال بحرین بازی می‌کند.
این باشگاه در سال ۲۰۲۰ تأسیس شده‌است. باشگاه الخالدیه ۲ بار قهرمان لیگ بحرین شده‌است.